# Anime Explosion! The What? Why? & Wow! Of Japanese Animation
Anime Explosion! The What? Why? & Wow! Of Japanese Animation (noto anche semplicemente come Anime Explosion!) è una raccolta di saggi sugli anime di Patrick Drazen, pubblicata il 1º gennaio 2002 dalla Stone Bridge Press. La prima parte si occupa di definire «cosa è un anime, cosa non è, e cosa più importante, in che modo si differenzia dalle vignette americane in generale e dagli spettacoli televisivi americani in particolare», mentre la seconda di «film e registi individuali». Il libro è usato come testo nel corso di "Storia e Arte dell'Animazione" presso la Clarkson University, in quello di "Japanese Animation: Still Pictures, Moving Minds" nel Massachusetts Institute of Technology ed in quello di "Animazione: storia e critica" dell'Emory University.

## Accoglienza
Mikhail Koulikov di Anime News Network elogia il libro per essere «ricco di informazioni» e con «punti validi e opinioni intelligenti», trovando però il suo neo nella «scarsa coesione complessiva; più una raccolta di articoli in forma di libro che un libro». John F. Barber lo definisce una «guida tempestiva e affascinante al mondo degli anime». Ridwan Khan di Animefringe invece critica sia il prodotto, per la sua «omissione clamorosa» di certi nodi importanti della storia degli anime, come per esempio il fatto che certe opere degli «anni '70 e '80 o sono trascurate o menzionate di passaggio», che la copertina, trovandola «troppo movimentata, troppo da fumetto e troppo pop economica». Elogia nel complesso Drazen per aver creato «una base concreta nella cultura giapponese con solo un pizzico di audacia intellettuale per spiegare gli anime in un modo che renda il libro estremamente interessante».